# 녹번천
녹번천은 북한산 산 속에서 발원하여 복개 구간을 거친 후 불광천으로 합류하는 하천이다. 현재 구기터널 인근부터 응암역 부근까지 복개되어 있다. 현재까지 발견된 지류는 총 5개며 현재 응암역부터 역촌역까지에 이르는 구간을 복개할 계획이 있다.